# Canal del Guadalix
El canal del Guadalix, también conocido como canal de El Mesto, es un canal de transporte de agua, gestionado por el Canal de Isabel II, empresa que suministra el agua a Madrid, que enlaza por gravedad el Azud de El Mesto, en el río Guadalix, con el  canal Bajo. Tiene una longitud de 3,7 km y una capacidad de conducción de 4 m³/s. Entró en servicio en el año 1906.

## Historia

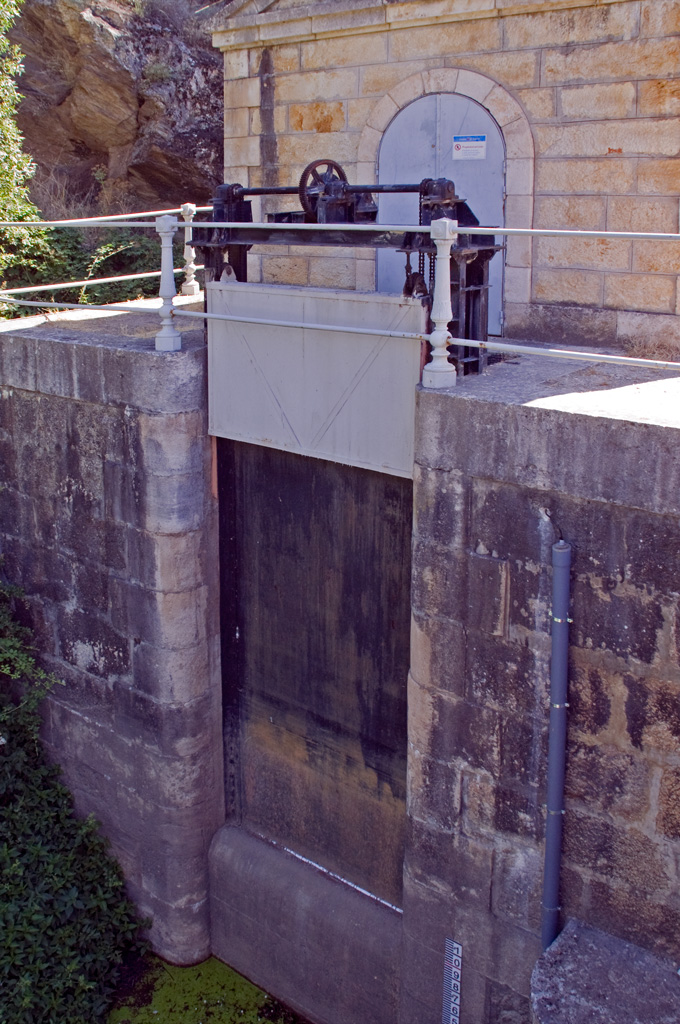
Compuerta de entrada al canal del Guadalix en el Azud de El Mesto.

Ante la falta de capacidad para embalsar del Pontón de la Oliva, debido a las perdidas que presentaba a causa de la filtración por el terreno, una de las soluciones de emergencia que se ejecutaron, entre febrero y julio de 1859, fue la construcción de un pequeño canal de sección rectangular de 0,42 por 0,55 m que desembocaba en el canal Bajo, antes de su paso por el río Guadalix. Este canal tomaba el agua en un azud, de 4 m de altura y 26 m de longitud, que se construyó unos 4 km aguas arriba de este punto, donde ya existía cota suficiente para que las aguas circularan por gravedad hasta el canal Bajo. Apenas si era capaz de conducir 110 l/s, pero ayudó algo a paliar los problemas existentes hasta la construcción del embalse de El Villar.
A principio del siglo XX había tramos del canal primitivo, funcionando desde 1858, que requerían reparaciones, que previsiblemente impedirían trasportar agua por él durante varios meses. Se planteó la ampliación del antiguo canal del Guadalix, que permitiría el abastecimiento de emergencia mientras duraran las obras, siempre que se realizaran fuera de la época de estiaje, en la que el río Guadalix tenía un caudal insuficiente. También en el mismo informe se planteó la construcción del que posteriormente sería el embalse de Pedrezuela.
Las obras del canal y el azud se realizaron en 1905 y 1906, quedando este último año en servicio.
El embalse sobre este río fue construido en 1967, pero el canal que se construyó partiendo de él, canal de El Vellón, no se enlazó con el canal del Guadalix, si no con el canal de El Atazar, construido en 1966, en este tramo.
En el año 1971 la Dirección General de Obras Hidráulicas aprobó técnicamente un proyecto, redactado poco después de la entrada en servicio del canal de El Vellón, para la conexión del mismo con el canal del Guadalix, que transcurre por el margen opuesto del río. Esta conexión se proyectó a través de un sifón de 323 m de longitud, construido de tuberías de hormigón armado de 1600 mm de diámetro. La conexión permitiría trasvasar hasta 4 m³/s que por el canal del Guadalix pasarían al canal Bajo y por este podrían ser enviados a Madrid, después de ser tratados en la ETAP de El Bodonal. Esta obra, en el año 2011, no ha sido ejecutada.

## Descripción detallada

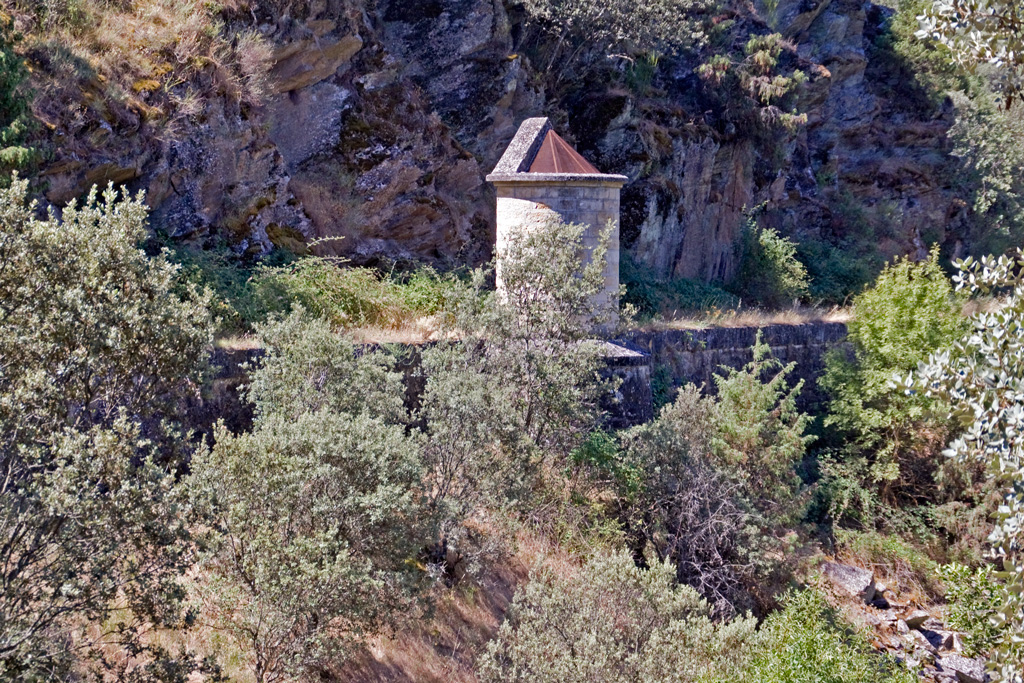
Respiradero en el canal del Guadalix.

Este canal discurre por la margen izquierda del río Guadalix, iniciándose en el azud de El Mesto. La mayor parte de su trazado está construido en zanja a cielo abierto, con solo unos 300 m ejecutados en mina, a través de 4 túneles. Exceptuando el propio azud, no cuenta con ninguna estructura que resulte llamativa en su corto recorrido, salvo varios respiraderos de forma muy característica.